# Toyota FJ Cruiser
Toyota FJ Cruiser — компактный внедорожник в стиле модерн. Концепт был представлен на Чикагском автосалоне в феврале 2003 года, а серийная модель в 2005 году на последующем Североамериканском международном автосалоне. Продажи в США и Канаде начались в 2006 году как модели 2007 года. Автомобиль построен на общей платформе с Toyota Land Cruiser Prado 120 и Toyota 4Runner, а внешний вид напоминает Toyota Land Cruiser FJ40, выпускавшийся в 1960-х годах.
Toyota FJ Cruiser изначально не планировался для серийного выпуска, но из-за огромного интереса публики к показанному прототипу после Североамериканского международного автосалона, в конечном итоге запущен в производство в начале 2006 года. Все автомобили собираются только на заводе Hino Motors в г. Хамура, Япония.
Изначально официальные поставки осуществлялись только для рынков США, Канады и ОАЭ. Позднее Toyota начала продавать FJ Cruiser в Мексике в качестве модели 2008 года, а также в Китае и Австралии. Выпуск модели для всех рынков, кроме Объединённых Арабских Эмиратов, прекращён в 2017 году. Для арабского рынка выпуск модели продолжался до конца 2022 года. Арабские модели отличались баком увеличенной емкости на 159 литров.
Тойота окончательно прекратила производство модели в декабре 2022 года, выпуском ограниченной серии из 1000 моделей Final Edition 2023 модельного года. Все модели серии Final Edition окрашены в бежевый цвет, а бампера и передняя решетка окрашены в чёрный глянец.

## Конструкция
Уменьшенные задние двери, открывающиеся против движения, и белая крыша обеспечивают автомобилю необычный внешний вид. Лобовое стекло низкое, поэтому для его очистки используются три дворника. Низкую раму, короткую колесную базу и расположение фар и решетки радиатора FJ Cruiser унаследовал от FJ40.
Несущим элементом конструкции внедорожника является укороченная по сравнению с соплатформенными внедорожниками рама, V-образный 6-цилиндровый бензиновый двигатель 1GR-FE VVT-i объёмом 4000 кубических сантиметров развивает максимальную мощность в 239 л.с (178 кВт). C 2010 модельного года использование системы Dual VVT-i (двигатель 1GR-RR) позволило получить дополнительно 19 л.с. (14 кВт) и увеличить экономию топлива при незначительном уменьшении крутящего момента (на 8 фунтов на фут). Задняя ось FJ Cruiser представляет собой классический неразрезной мост. Если внедорожник укомплектован 5-ступенчатой АКПП, полный привод выполняется подключаемым, и в обычных условиях ведущей является задняя ось. При наличии 6-ступенчатой МКПП привод является постоянным. В трансмиссии Toyota FJ Cruiser присутствует понижающая передача.

## Безопасность
Боковые шторки безопасности для обоих рядов сидений и боковые подушки безопасности для туловища были дополнительными для автомобилей 2007 модельного года, однако для 2008 м.г. они стали стандартными. Страховой институт дорожной безопасности (IIHS) присудил FJ Cruiser свою награду Top Safety Pick (Лучший рейтинг безопасности). FJ Cruiser получил оценку «Good» по ударам спереди и сбоку, а также получил «Good» во всех измеряющихся 14 категориях.
| Водитель:              | 5 из 5 звёзд · 5 из 5 звёзд · 5 из 5 звёзд · 5 из 5 звёзд · 5 из 5 звёзд |
| Пассажир спереди:      | 4 из 5 звёзд · 4 из 5 звёзд · 4 из 5 звёзд · 4 из 5 звёзд · 4 из 5 звёзд |
| Боковой передний удар: | 5 из 5 звёзд · 5 из 5 звёзд · 5 из 5 звёзд · 5 из 5 звёзд · 5 из 5 звёзд |
| Боковой задний удар:   | 5 из 5 звёзд · 5 из 5 звёзд · 5 из 5 звёзд · 5 из 5 звёзд · 5 из 5 звёзд |
| Опрокидывание:         | 3 из 5 звёзд · 3 из 5 звёзд · 3 из 5 звёзд · 3 из 5 звёзд · 3 из 5 звёзд |

## Рынок США
FJ Cruiser занял своё место в американской линейке Crossover&SUV’s Toyota — теперь она состоит из двух компактных кроссоверов (RAV4 и Venza), трёх среднеразмерных SUV (Highlander, 4Runner и FJ Cruiser) и двух полноразмерных (Sequoia и Land Cruiser) автомобилей. В каждой категории один из автомобилей в большей степени предназначен для использования на бездорожье. Цена базовой модели составляет $25,990 (2012 г.).

## Специальные версии

### TRD Special Edition
TRD производит ограниченную серию FJ Cruiser TRD Special Edition, включающую более эффективную систему выхлопа и воздушный фильтр TRD, амортизаторы TRD/Bilstein, фирменные рейлинги на крышу и эмблему TRD Limited Edition. TRD Special Edition доступен только в чёрном цвете, включая крышу и 17-дюймовые диски с посеребренным покрытием. В 2007 году было выпущено 3200 автомобилей TRD Special Edition.
В 2010 году пакет TRD доступен только для заднеприводных версий.
В 2011—2012 году опциональный пакет TRD (амортизаторы TRD/Bilstein, резина BF Goodrich All-Terrain P265/75R16 с 16-дюймовыми дисками TRD, наклейки TRD) доступен для автомобиля со всеми вариантами трансмиссии. 
В 2013 году не предусмотрен пакет TRD.

### Trail Teams Special Edition
Взамен TRD Special Edition в 2008 году Toyota представила Trail Teams Special Edition. Эта модель имела кузов и крышу белого цвета Iceberg с чёрной отделкой, амортизаторы TRD/Bilstein, резину BFGoodrich All-Terrain P265/75R16 с чёрными легкосплавными 16-дюймовыми дисками TRD, систему выхлопа TRD, пороги, накладки на бамперы, всепогодные коврики, дополнительные фары, алюминиевые защитные плиты бензобака и моторного отсека.
В 2010 году Toyota обновила Trail Teams Special Edition. Эта модель имеет кузов и крышу цвета Sandstorm с чёрной отделкой деталей, чёрное антибликовое покрытие капота, амортизаторы TRD/Bilstein, резину BFGoodrich All-Terrain P265/75R16 с 16-дюймовыми дисками TRD нового образца «beadlock-style», пороги, накладки на бамперы, всепогодные коврики.
В 2011 модельном году обновленный Trail Teams Special Edition имеет цвет Army Green с чёрной отделкой, амортизаторы TRD/Bilstein, резину BF Goodrich All-Terrain P265/75R16 с чёрными легкосплавными 16-дюймовыми дисками TRD, систему выхлопа TRD, пороги, накладки на бамперы, всепогодные коврики, XM® Radio, USB port для подключения iPod®, встроенная система Bluetooth hands-free для подключения телефона и передачи музыки.
В 2012 году — выпускается в цвете Radiant Red.
В 2013 году — выпускается в цвете Cement Gray.
В 2014 году — выпускается в цвете Heritage Blue.

### ARB Edition FJ Crawler
FJ Crawler был впервые представлен в 2007 году и является результатом сотрудничества между Dealer Services International (DSI), известной созданием высококачественных индивидуальных пакетов для дилеров новых автомобилей, и ARB. Пакет FJ Crawler включал передний бампер ARB Bull Bar, 3-дюймовый подъемник подвески Old Man Emu для поддержки дополнительного веса бампера ARB и для 17-дюймовых колес Pro Comp с 33-дюймовым или 35-дюймовым внедорожными шинами. FJ Crawler можно было модифицировать различными способами с помощью множества дополнительных принадлежностей, чтобы удовлетворить потребности клиентов. Например, FJ Crawler можно заказать в любом заводском цвете для текущего модельного года. Клиент мог выбрать один из трех вариантов колес, трех вариантов шин и даже выбрать точные пружины и амортизаторы, используемые в подвеске Old Man Emu, для достижения желаемого качества езды / производительности. Также была возможность добавить аксессуары, такие как лебедка Warn, фары дальнего света IFP, которые будут устанавливаться на бампере ARB, комплект противотуманных фар для бампера ARB и багажник ARB на крыше для хранения оборудования и других предметов. Другие варианты включали выхлопную систему с откидной спинкой, воздухозаборник с высоким расходом, а также боковые подножки. Кроме того, из-за различий в размерах шин послепродажного обслуживания была предоставлена калибровка спидометра, чтобы обеспечить правильную регистрацию скорости автомобиля и пробега.
За прошедшие годы в опции FJ Crawler были внесены небольшие изменения, и в последние годы DSI предлагает новые продукты для FJ Crawler, а также собственный пакет Performance Package, включая комплекты подъемников Pro Comp 5", 35-дюймовые внедорожные шины Pro Comp. Легкосплавные диски LRG или Pro Comp, оригинальные детали Smittybilt и другие нестандартные аксессуары, которые выбирает покупатель или дилер, заказывающий автомобиль.

### FJ-S Cruiser Concept
Концепт FJ-S Cruiser,был представлен на выставке SEMA в 2012 году в Лас-Вегасе, штат Невада, был разработан Toyota и Toyota Racing Development (TRD) в попытке создать новый стиль FJ Cruiser, который по внешнему виду остается довольно похожим, но он разработан, чтобы быть еще более готовым к бездорожью, чем его стандартные аналоги FJ Cruiser. FJ-S Cruiser Concept фактически включает в себя компоненты подвески из серии Baja Tacoma и имеет модернизированное шасси и конструкцию кузова с добавлением «экзоскелета» днища для улучшения его внедорожных качеств. По словам Toyota, дополнительная жесткость и прочность, обеспечиваемые экзоскелетом, создают более подходящую платформу для модификаций подвески и дополнительных обновлений колес, которые включают 60-миллиметровые гоночные амортизаторы Bilstein спереди и 50-миллиметровые гоночные амортизаторы Bilstein с удаленными резервуарами сзади.